# Cinema Bela Lugosi
Cinematograful Bela Lugosi este o sală de spectacol din municipiul Lugoj localizat pe pietonala din oraș. În prezent este singurul cinematograf din oraș.

## Istoric
Sala cinematografului actual aparținea inițial de Hotelul Dacia și exista din 1912. Ulterior, mai precis în 1956, sala a fost transformată într-un cinematograf de 160 de locuri purtând numele Dacia. Accesul se făcea de pe un drum lateral.
Mai târziu a fost redenumit Cinema Victoria. În cele din urmă, a devenit foarte degradat și s-a închis.
În decembrie 2008, fostul cinematograf a fost preluat oficial de autoritățile locale. În decembrie 2012, după un proces de licitație, a fost atribuit un contract de 1 milion de euro pentru renovarea și modernizarea completă. Licitația a fost câștigată de firma Avitech Co SRL din Voluntari.
Noul Cinema Bela Lugosi a fost inaugurat oficial pe 17 aprilie 2014. O panglică a fost tăiată la o mare ceremonie – dar nu au putut fi vizionate filme, deoarece contractele relevante cu distribuitorii nu fuseseră încă semnate. Abia un an mai târziu, joi, 9 aprilie 2015, a fost proiectat primul film, aventura science-fiction Insurgent, cu Shailene Woodley și Theo James.
Cinematograul are două săli care se numesc respectiv Sala Roșie (81 de locuri) și Sala Albastră (57 de locuri). În ambele se pot proiecta și filme în format 3D.
Cinematograful poartă numele actorului Bela Lugosi, născut Béla Ferenc Dezső Blaskó la Lugoj în 1882, cunoscut cu precădere pentru rolurile sale în  filme horror clasice precum Dracula (1931), Fiul lui Frankenstein (1939).